# Humberto Elgueta
Humberto Elgueta Valdés (10 settembre 1904 – 28 novembre 1976) è stato un calciatore cileno, di ruolo centrocampista.

## Carriera
In carriera, Elgueta giocò per il Gold Cross FC, il Santiago Wanderers e il Naval Talcahuano.
Fu anche convocato nella Nazionale cilena per il Campionato mondiale di calcio 1930 in Uruguay disputando la partita contro il Messico. Prima del mondiale prese parte anche a due Coppe America: 1920 e 1922.